# Niesenbahn
| Fahrplanfeld: | 2405 (früher: 1405) |                                  |                                  |
| Streckenlänge: | 3,5 km              |                                  |                                  |
| Spurweite: | 1000 mm (Meterspur) |                                  |                                  |
| Maximale Neigung: | 680 ‰               |                                  |                                  |
| |                     |                                  |                                  |
| \| \| \| Mülenen (Lötschberg-Bergstrecke) \| \| \| \| 0 \| Mülenen (Niesenbahn) \| 693 m ü. M. \| \| \| \| Ausweichstelle, 1. Sektion \| \| \| \| \| Schwandegg \| 1669 m ü. M. \| \| \| \| Ausweichstelle, 2. Sektion \| \| \| \| \| Niesen Kulm \| 2336 m ü. M. \| \| \| \| Niesen \| 2362 m ü. M. \| |                     |                                  |                                  |
| Bahnhof quer · Strecke quer |                     | Mülenen (Lötschberg-Bergstrecke) | Mülenen (Lötschberg-Bergstrecke) |
| Kopfbahnhof Streckenanfang | 0                   | Mülenen (Niesenbahn)             | 693 m ü. M.                      |
| |                     | Ausweichstelle, 1. Sektion       |                                  |
| |                     | Schwandegg                       | 1669 m ü. M.                     |
| |                     | Ausweichstelle, 2. Sektion       |                                  |
| Kopfbahnhof Streckenende |                     | Niesen Kulm                      | 2336 m ü. M.                     |
| |                     | Niesen                           | 2362 m ü. M.                     |

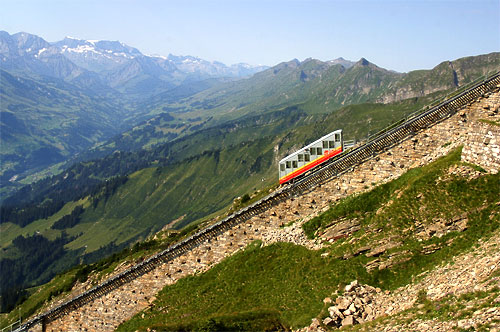
Die Niesenbahn mit Fahrzeug

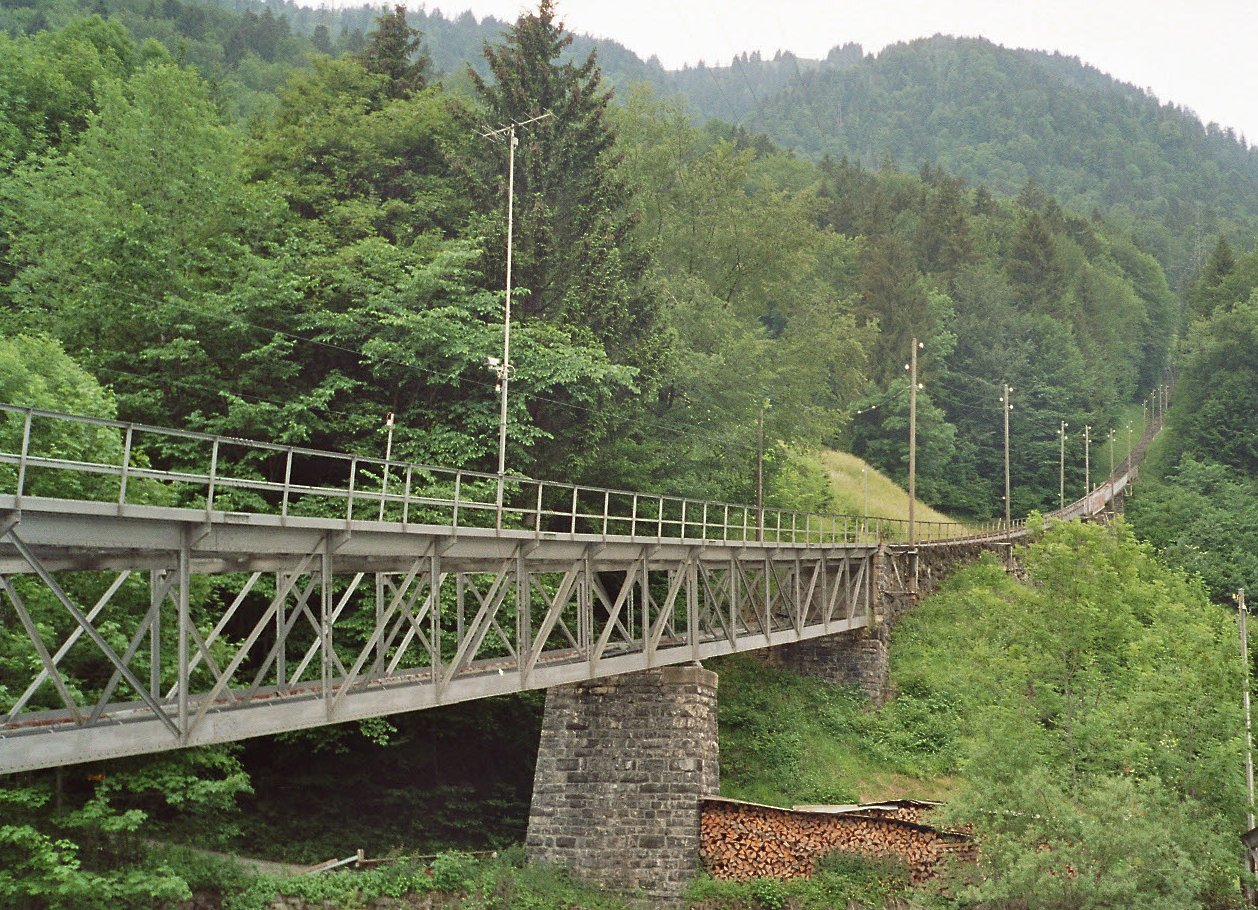
Brücke der Niesenbahn in der Nähe der Talstation

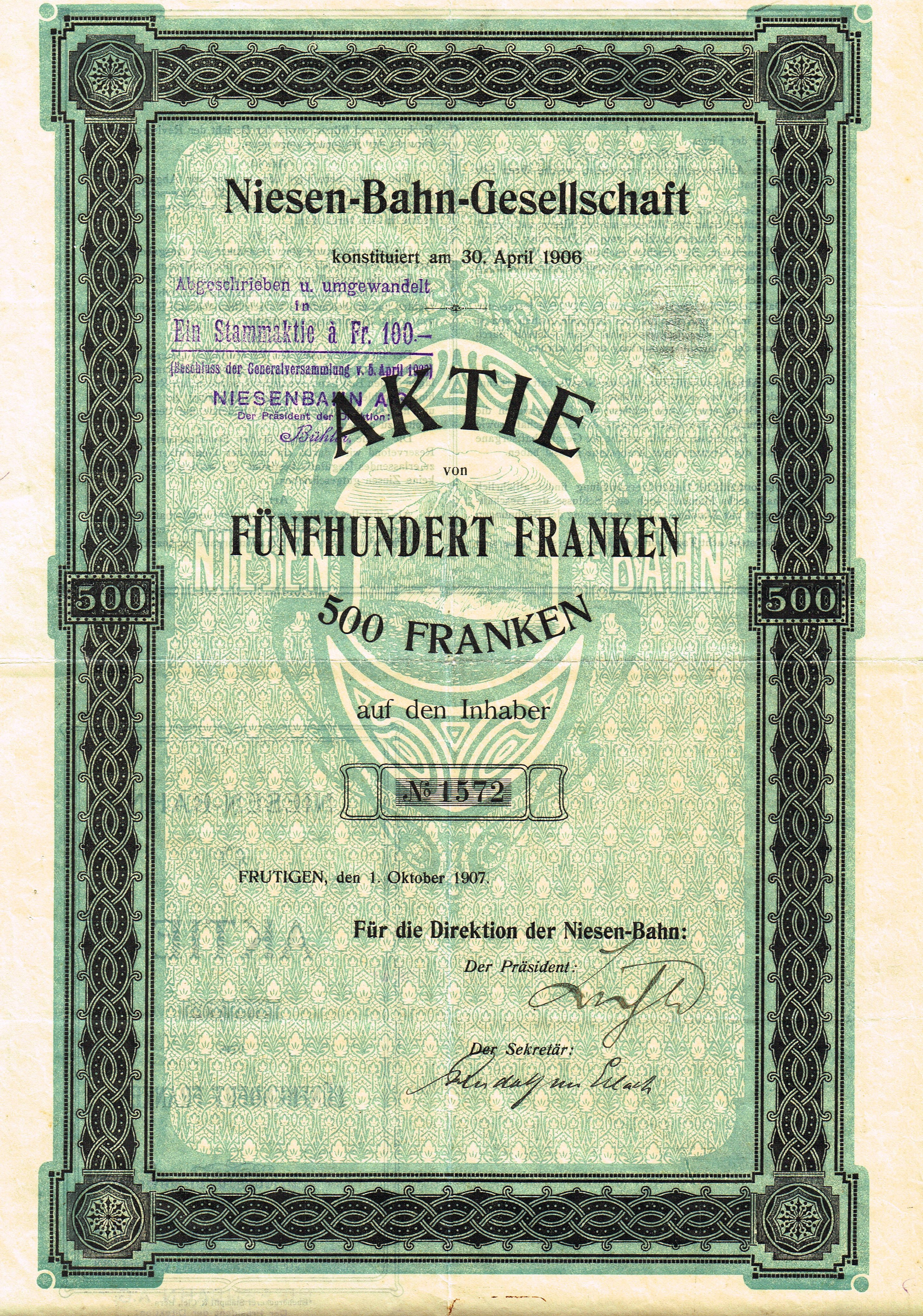
Aktie über 500 Franken der Niesen-Bahn-Gesellschaft vom 1. Oktober 1907

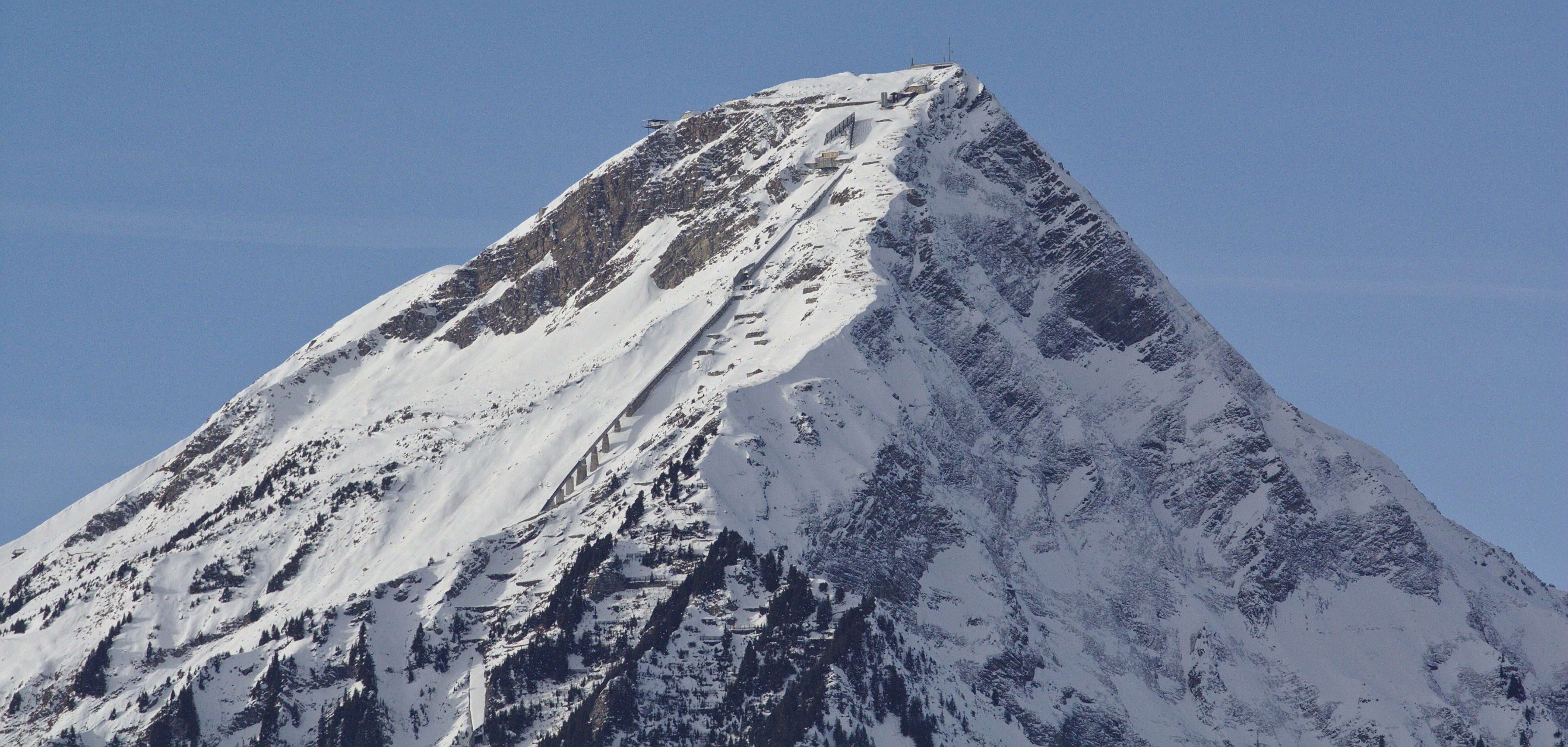
Niesenbahn aus der Entfernung im Winter

Die Niesenbahn, betrieben von der Niesenbahn AG (NB), ist eine Standseilbahn im Berner Oberland in der Schweiz. Sie fährt von Mülenen hinauf auf den Niesen, einen beliebten Aussichtsberg am Thunersee.
Die Niesenbahn ist bei einer Gesamtlänge von 3499 Meter eine der längsten Standseilbahnen der Welt. Die Talstation befindet sich in Mülenen, gleich neben dem Bahnhof der BLS, auf 693 m ü. M. Die Strecke ist aufgrund ihrer Länge in zwei Sektionen unterteilt. Die erste Sektion mit 2111 m und einer maximalen Steigung von 66 % führt hinauf auf die 1669 m ü. M. gelegene Zwischenstation Schwandegg . Von dort führt die zweite Sektion mit 1388 m und einer maximalen Steigung von 68 % bis zur Bergstation Niesen Kulm  auf 2336 m ü. M.

## Bau
1856 wurde ein erstes Gasthaus auf Niesen-Kulm erbaut, als das Bergwandern zum Vergnügen sich zu verbreiten begann. Die Gäste bestiegen den Niesen zu Fuss. Wohlhabende liessen sich von Pferden und Maultieren oder auf Sesseln, die von vier Männern getragen wurden, auf den Berg bringen. Der Komponist Johannes Brahms bestieg den Niesen 1886, er war über die mehrstündigen Strapazen nicht sehr erfreut.
Das erste Projekt einer Bahn auf den Niesen sah eine Zahnradbahn ab Wimmis vor. 1902 erlangte der Baumeister Johann Frutiger von Oberhofen (Frutiger AG) eine Konzession für den Bau und den Betrieb einer Standseilbahn von Mülenen auf den Niesen. Am 12. Oktober 1904 bildete sich ein Initiativkomitee, das Gesellschaftskapital von 1'008'500.00 Franken wurde mittels Aktien aufgebracht. Die Bauarbeiten begannen am 26. August 1906, die erste Sektion Mülenen – Schwandegg konnte 1908 vollendet werden. Am 8. Juni 1910 war auch der zweite Streckenabschnitt bis auf den Niesen fahrbar. 1909 arbeiteten bis zu 350 Personen an diesem Bau. Die Bausumme betrug schliesslich 1'755'000.00 Franken.
Am Bau der Anlagen waren neben andern die Firmen Von Roll und Albert Buss & Cie. beteiligt.

## Betrieb
Am 15. Juli 1910 fand die Eröffnung mit 150 Gästen statt, die in drei Kursen und in 50 Minuten Fahrt auf die Niesenspitze gebracht wurden. Der erste Direktionspräsident der Niesenbahn AG war Nationalrat Arnold Gottlieb Bühler. Die Frequenzen und die Betriebseinnahmen entsprachen am Anfang nicht den gehegten Erwartungen. Die Niesenbahn als reine Gipfelbahn ist ausserordentlich abhängig von Witterungsverhältnissen. Auch wurde die Anlage wiederholt von Lawinen beschädigt. Während des Ersten Weltkrieges sanken die Einnahmen auf 20'000.00 Franken, dafür stiegen die Schulden rapide. 1923 musste unter Mitwirkung des Bundesgerichtes eine finanzielle Sanierung durchgeführt werden. Seit dieser Sanierung haben sich die Betriebsverhältnisse der Niesenbahn AG verbessert. Dazu kam die Steigerung der Leistungsfähigkeit. Diese Verbesserungen verkürzten die Fahrzeit von 50 auf heute 28 Minuten. Heute fahren an schönen Tagen über 2'000 Gäste mit der Niesenbahn.

## Längste Treppe der Welt und Niesenlauf
Die Treppe entlang der Strecke hat 11'674 Stufen und ist gemäss dem Guinness-Buch der Rekorde die längste Treppe der Welt. Sie ist für die Öffentlichkeit nur auf Anfrage, nur zu gewissen Zeiten und unter Bezahlung eines Beitrages zugänglich.
Seit 2004 findet jährlich der Niesen-Treppenlauf statt. Emmanuel Vaudan bewältigte den Aufstieg von 1643 Höhenmetern 2011 in 0:55:55,70 Stunden und ist damit Streckenrekordinhaber. Der Rekord bei den Damen stammt aus dem Jahr 2005: Agnes Zellweger benötigte 1:07:07 Stunden. Zum Vergleich: Bei Bergwanderungen ist der Richtwert 400 Höhenmeter pro Stunde und die Wanderzeit ab Mülenen beträgt etwa fünf Stunden.

## Briefmarke zum 100. Geburtstag
Die Schweizerische Post hat die Niesenbahn zu deren 100. Geburtstag im Jahr 2010 mit einer Briefmarke gewürdigt. Die Marke im Wert von 85 Rappen zeigt die Bahn vor dem Berner Oberländer Bergpanorama und den mit einer Strichzeichnung angedeuteten Streckenverlauf.